# Frisky

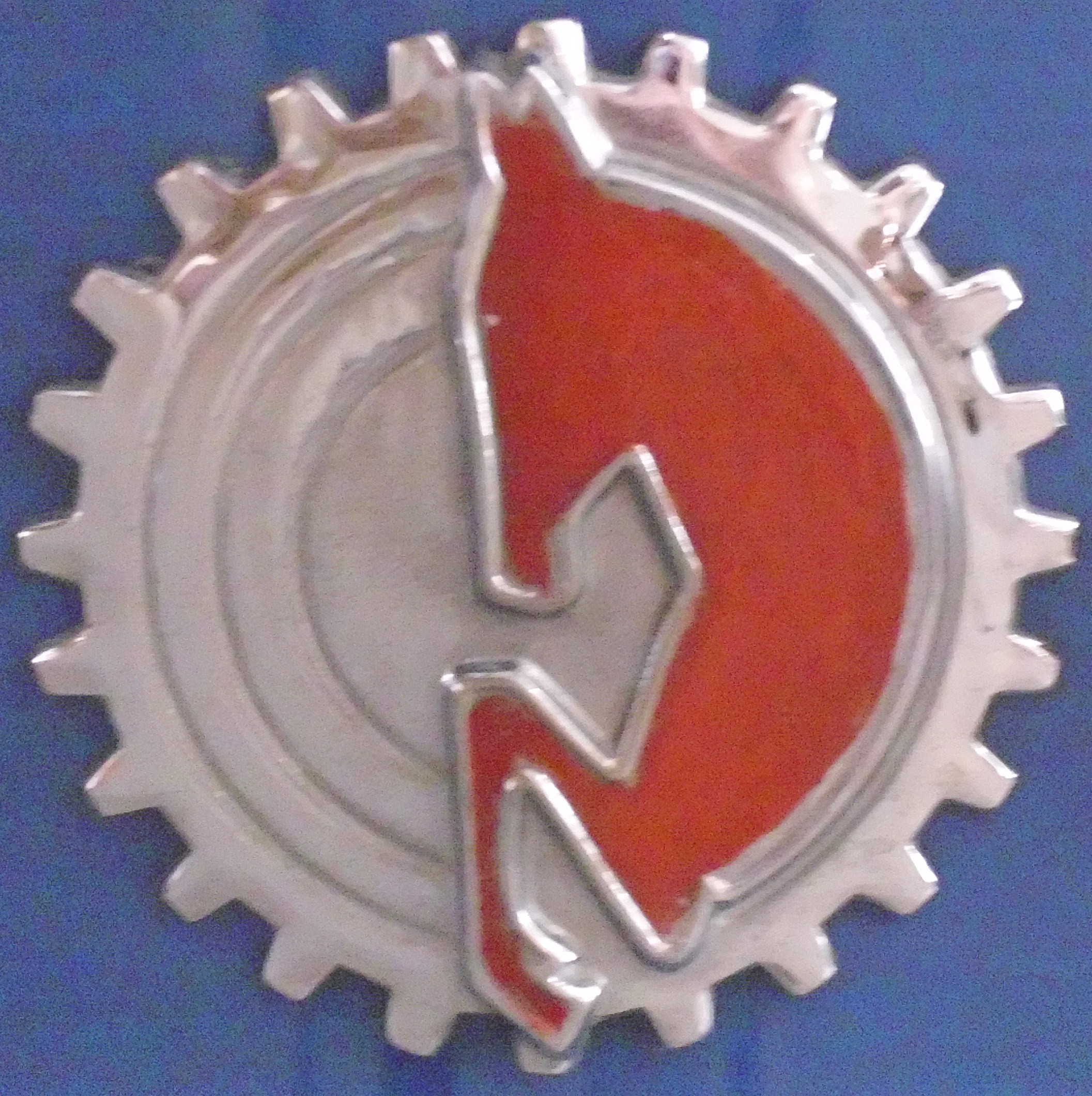
Emblem

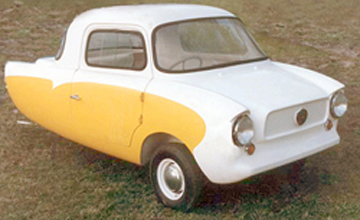
Frisky Prince

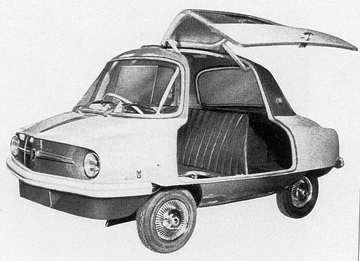
Frisky

Frisky war eine britische Automarke.

## Unternehmensgeschichte
Das Unternehmen Henry Meadows (Vehicles) Limited begann 1957 in Wolverhampton mit der Produktion von Automobilen. 1958 erfolgte eine Umbenennung in Frisky Cars Limited, 1961 der Umzug nach Sandwich, und 1963 eine erneute Umbenennung in Frisky Spares and Services Limited, verbunden mit einem Umzug nach Queenborough.
1964 wurde die Produktion eingestellt.

## Fahrzeuge
Das erste Modell von 1957 war ein kleines Coupé. Es besaß einen Zweizylinder-Einbaumotor von Villiers mit 324 cm³ Hubraum und 15 bis 16 PS im Heck sowie eine hintere Schmalspur. Zwischen 1957 und 1958 gab es auch das Modell Sport mit 15 bis 18 PS als Coupé und offenen Zweisitzer. Der Sprint von 1958 bis 1959 besaß einen Dreizylindermotor von Excelsior mit 492 cm³ Hubraum, 30 bis 34 PS Leistung, und war nur als offener Zweisitzer erhältlich.
Zwischen 1959 und 1961 gab es das Modell Family Three, ein Dreirad, bei dem sich das einzelne Rad hinten befand. Der Motor war in Mittelmotorbauweise hinter den Vordersitzen und vor dem Hinterrad montiert. Außen neben dem Motor befanden sich zwei Notsitze. Es wurden Einzylinder- und Zweizylindermotoren von Excelsior und Villiers Ltd mit 197 cm³ bzw. 244 cm³ Hubraum verwendet. Das Modell Prince ab 1960 war ähnlich, besaß aber größere Motoren mit 324 cm³ bis 328 cm³ Hubraum und 11 bis 15 PS.
Fahrzeuge dieser Marke sind in verschiedenen Kleinwagenmuseen zu besichtigen.
Ein Fahrzeug wurde Ende 2017 für 10.175 Pfund Sterling versteigert.